# 梧桐書院
株式会社 梧桐書院（ごとうしょいん）は、東京都千代田区神田和泉町1-6-2神田ビル203に本社を置く日本の出版社。

## 概要
1934年(昭和9年)創業。発行所：梧桐書院、発行人：酒井久二郎として書籍の刊行を開始する。1948年(昭和23)、田中捨吉が株式会社梧桐書院を設立。この前年の1947年(昭和22)には、後に梧桐書院と合併することになる、貸本向け漫画を出版するきんらん社が設立されている。1961年(昭和36年)、きんらん社と合併し、実用書専門の出版社として設立され再出発する。
最古のものには前田聴瑞の『阿弥陀経講話』(1934)がある。

## 所在地
- 〒101-0024 東京都千代田区神田和泉町1-6-2神田ビル203
- 代表者：能登隆市